# Стево Чутурило
Стево Чутурило (Дабар, код Оточца, 29. јун 1846 — Нови Сад, 5. март 1939) био је српски педагог, писац, уредник Гласа Црногораца.

## Биографија
Стево Чутурило је рођен је у селу Дабар код Оточца у Лици 1846. године. У родном селу завршава дворазредну народну и троразредну њемачку школу. Стево убрзо одлази у Оточац гдје завршава Вишу народну школу са педагошким курсом. Враћа се у Дабар и постаје најприје помоћник учитеља, а 1861. године са петнаест година, стални учитељ троразредне њемачке школе. У Петрињи завршава још два разреда ниже реалне гимназије и виши педагошки курс, а касније полаже и завршни испит на бечком Педагогијуму. Послије тога почиње озбиљно да просвјећује народ. У Окучанима и Раковици постаје нижи учитељ у Ћесарској краљевској тривијалки, а онда и главни наставник на Вишој народној школи у Оточцу. Био је учитељ и у Карлобагу и Новој Градишки.
„Стево Чутурило је значајни педагог,писац и просвјетитељ који је свој дуги животни вијек посветио образовању младих нараштаја у тадашњој Аустро-Угарској, Књажевини Црној Гори, Краљевини Србији и Краљевиини СХС,касније Краљевини Југославији.
„Буквар” и „Прва читанка”, чији је он био аутор, били су званични уџбеници на тим просторима од 1880. до 1935. године. Из њих се описменило преко 50 генерација ученика. Само тај податак би био довољан да се животу и дјелу овог човјека посвети заслужена научна и стручна запажања, не само у школским круговима,него и изван њих.
Ипак, упркос бројним сазнањима о значају његовог педагошког и ауторског рада, из неразумљивих разлога неправедно је заборављен од средине ХХ вијека. Тек у новије вријеме о њему се нешто више говори и пише, захваљујући заузимању његове блиске рођаке Милеве Чутурило, која је 35 година радила као секретар Катедре за југословенску књижевност на Филолошком факултету у Београду.
Био је стално у сукобу са аустроугарским властима, јер су власти онемогућавале да знањем и образовањем помогне српски православни народ у своме завичају. И због тога 1875. године Стево Чутурило напушта службу у Лици и одлази у Херцеговину, придружујући се одреду Љубибратића у Невесињској буни.
Годину дана касније вратио се катедри, предавао је у Поморској школи на Србини, у Боки Которској. Књаз Никола приметивши интелигентног и дисциплинованог наставника, позвао га да дође на Цетиње и буде главни школски надзорник, а и да до завршетка рата са Турцима уређује „Глас Црногорца“. Био је и ратни извештач са битке на Вучјем Долу. Стево Чутурило је реформисао наставу у црногорским основним школама на савременој стручној основи. 1879. године, уз дозволу књаза Николе, отворио је на Цетињу и реалку, прву средњу школу у Црној Гори. Помогао је 1882. године и бокељско-херцеговачки устанак.
1883. године напушта Црну Гору и долази у Србију. Започиње свој просветарски рад у Србији. Предавао је у Гимназији у Великом Градишту, Крагујевцу и Лесковцу. Затим добија премештај за наставника гимназије у Параћину. За све то вријеме сарађује и уређује више либералних листова у Србији. 1890. године власти га поставише за наставника Прве гимназије у Београду, а и да на Женској учитељској школи предаје педагогику. Постаје и предавач историје на Београдској богословији.
Због политичких активности, 1896. године, отпустише га, али га убрзо вратише у службу. Тражио је да буде пензионисан. Послије неколико година, власти га опет вратише на посао у Прву гимназију у Београду, а двије године касније био је окружни школски надзорник у Нишу. Био је краљевски посланик у Народној скупштини, и као противник женидбе краља Александра Обреновића са удовицом Драгом Машин био је по казни послат у Свилајнац. 1901. године поново је затражио да се пензионише. Власти га поново активираше и поверише му дужност управитеља Грађанске школе у Београду. 1904. године по трећи пут одлази у пензију.
Међутим, опет је службовао у Свилајнцу, Параћину и Ћуприји, гдје је 1921. године био изабран за директора гимназије. Сарађивао и у листовима, Застави и Граничару. Живио је потом у Београду.
Два пута је био одликован Орденом Светог Саве за заслуге које је учинио народу. Његов Буквар за основне школе у Краљевини Србији, штампан је 1916. године на Крфу. Из буквара учитеља Стеве Чутурила, штампан 1878. године, научило је да чита и пише 60 генерација у Краљевини Србији, Војводини, Црној Гори, Босни и Херцеговини и Хрватској. Учитељеве књиге, буквари, уџбеници и припучници штампани су више од 30 милиона примерака.
Умро је у Новом Саду 1939. године, а сахрањен у Београду, на Новом гробљу.

### Творац Друштва Светог Саве
Био је идејни творац Друштва Светог Саве и први секретар Друштва. 1883. године долази у Крагујевац и наставља са радом. Бавио се и политиком, био је члан Либералне странке и издаје лист „Шумадинац“. Беседе и програмске чланке је објављивао у „Веснику крагујевачке општине“, гдје је крајем маја 1886. године изашао са идејом о оснивању српског националног удружења као пандан немачком „Шулферајну“, хрватском „Друштву Св. Јеронима“ и бугарском „Св. Кирила и Методија“. На сједници за доношење друштвених статута дошло је до размимоилажења између Стеве Чутурила и новог предсједника Светомира Николајевића. У статутима је тражено да се оснује пропаганда, којој би био задатак, да се успротиви пропаганди мађарској, немачкој, италијанској, албанској, турској, бугарској и влашкој, од којих неке успјевају да однароде читава српска села. Али председник Николајевић се противио томе, тврдећи да би то довело до жучности са сусједима. Послије тога Стево Чутурило се удаљава из Друштва.

## Дјела
- Буквар за црногорске школе, 1878.
- Српски правопис за школску употребу, 1884.
- Буквар за основне школе у Краљевини Србији, 1886.
- Историја методике почетног читања и писања, Београд 1887. и 1922.
- Основи етике или науке о доброј нарави као увод у науку о васпитању, Београд 1892.
- Основе психологије, Београд 1892.
- Педагогика или наука о васпитању за школу и дом, Београд 1895. и 1937.
- Моралне и грађанске поуке за школу и породицу, 1899.
- Читанка за први разред српских основних школа у Турском царству, Скопље 1910.
- Читанке за први и трећи разред основних школа
- Упутство за наставни поступак са букваром, Београд 1922.
- Историја методике почетног писања и читања - додатак упутству за буквар, Београд 1931.
- Свети Сава као филозоф-педагог, Нови Сад 1938.
- На њемачки језик превео Мажуранићев спјев „Смрт Самил-аге Ченгића“.